# مرتل کانوان
مِرتل می مور کانِوان (۲۴ ژوئن ۱۸۷۹ – ۴ اوت ۱۹۵۳) یک پزشک آمریکایی و محقق حوزه پزشکی بود. او یکی از اولین پاتولوژیست‌های زن است و بیشتر به دلیل انتشار شرح بیماری کاناوان در سال ۱۹۳۱ شناخته شده است.

## زندگی و کار
کاناوان که در شهر گرین بوش، نزدیک سنت جانز، میشیگان به دنیا آمد، در کالج کشاورزی ایالتی (میشیگان) (دانشگاه ایالتی میشیگان کنونی)، دانشکده پزشکی دانشگاه میشیگان و کالج پزشکی زنان پنسیلوانیا تحصیل کرد، که در سال ۱۹۰۵ دکترای خود را از آنجا دریافت کرد.
مرتل در سال ۱۹۰۵ با دکتر جیمز اف کانِوان ازدواج کرد.
در سال ۱۹۰۷ او به عنوان دستیار باکتریولوژیست در بیمارستان ایالتی دانورز در ماساچوست منصوب شد و در آنجا با المر ارنست ساوتارد، پروفسور آسیب‌شناسی اعصاب بولارد در دانشکده پزشکی هاروارد ملاقات کرد و این آشنایی علاقه او را به آسیب‌شناسی عصبی افزایش داد. در سال ۱۹۱۰ او پاتولوژیست اصلی بیمارستان دولتی بوستون و در سال ۱۹۱۴ به عنوان آسیب‌شناس در بخش بیماری‌های روانی ماساچوست منصوب شد. او همچنین مدرس نوروپاتولوژی در دانشگاه ورمونت بود.
پس از مرگ ساوتارد در سال ۱۹۲۰، کاناوان سرپرستی آزمایشگاه‌های بیمارستان روانی بوستون را بر عهده گرفت، که بعداً به مرکز بهداشت روانی ماساچوست تغببر نام داد. از سال ۱۹۲۰ تا زمان بازنشستگی در سال ۱۹۴۵، او دانشیار آسیب‌شناسی عصبی در دانشگاه بوستون و متصدی موزه تشریحی وارن در دانشکده پزشکی هاروارد، جایی که او بیش از ۱۵۰۰ نمونه تحقیقاتی را بررسی، سوابق بیماران را اصلاح کرد و نمونه‌های آسیب دیده را دور انداخت. با این حال، عنوان رسمی او این مرکز «دستیار متصدی آزمایشگاه» بود، زیرا مخالفت‌هایی برای انتصاب یک زن در جایگاه سرپرستی آزمایشگاه وجود داشت و او هرگز به عضویت در دانشکده هاروارد درنیامد.
کاناوان در سال ۱۹۵۳ بر اثر بیماری پارکینسون درگذشت.

### پژوهش‌ها
تحقیقات کانوان بر روی تأثیرات آسیب‌های سیستم عصبی بر ذهن و بدن متمرکز بود. او همچنین به باکتری‌شناسی علاقه داشت؛ اولین مقاله از ۷۹ مقاله‌ای که او منتشر کرد، دربارهٔ اسهال خونی باسیلی بود و اولین مقاله‌ای که به همراه ساوثارد نوشت، مربوط به تهاجم باکتری‌ها به خون و مایع مغزی-نخاعی بود. او آسیب‌شناسی بیماری‌های مرتبط با عصب بینایی، طحال، مغز و نخاع را مطالعه و موارد مرگ ناگهانی، ام‌اس (مولتیپل اسکلروزیس) و خونریزی‌های میکروسکوپی را بررسی کرد.
بر اساس توافق قبلی، او کالبدشکافی فرانک بانکر گیلبرث را انجام داد و تصلب شرایین را که باعث مرگ او شده بود، شناسایی کرد. در سال ۱۹۲۵، او کتاب «المر ارنست ساوثارد و والدینش: یک مطالعه مغزی» را منتشر کرد که گزارشی از بررسی مغز استاد و والدین کانِوان بود. او همچنین لوئیز آیزن هارت، نوروپاتولوژیست را آموزش داد که بعدها به یک متخصص مشهور در تشخیص تومورهای مغزی تبدیل شد. در سال ۱۹۵۹، به او نسبت داده شد که ۷۰٪ از جراحان مغز و اعصاب آن زمان که گواهی‌نامه داشتند را آموزش داده بوده است.
او علاقه خاصی به آسیب‌شناسی عصبی بیماری‌های روانی داشت. کانوان با ساوتارد و چند تن دیگر از دانشمندان در مجموعه‌ای به نام پژوهش‌های واورلی در آسیب‌شناسی افراد بیمار مشارکت کرد.
شهرت او بیشتر به خاطر مقاله‌ای است که در سال ۱۹۳۱ در مورد کودکی که در شانزده ماهگی مرده بود و مغزش یک قسمت سفید اسفنجی داشت بحث می‌کرد. کاناوان اولین کسی بود که این اختلال دژنراتیو سیستم عصبی مرکزی را شناسایی کرد که بعدها «بیماری کانوان» نام گرفت.